# Concours Eurovision de la chanson 1991
- Pays participants
- Pays ayant participé dans le passé

Zagreb 1990 Malmö 1992
Le Concours Eurovision de la chanson 1991 est la trente-sixième édition du concours. Il a lieu le samedi 4 mai 1991, à Rome, en Italie. Il est remporté par la Suède, avec la chanson Fångad av en stormvind, interprétée par Carola. La France termine deuxième et Israël, troisième.

## Organisation
L'Italie, qui avait remporté l'édition 1990, se chargea de l’organisation de l’édition 1991.
Le concours devait à l'origine se tenir au Théâtre Ariston de Sanremo, là où a lieu chaque année, le fameux Festival de Sanremo. Il s'agissait pour les organisateurs de rendre hommage au festival ayant inspiré l'Eurovision. Mais à la suite de l'invasion du Koweït par l'Irak et au déclenchement de la Guerre du Golfe, la production décida en janvier 1991, pour mieux assurer la sécurité des délégations étrangères, de rapatrier le concours à Rome. Cela causa de sérieux problèmes d'organisation et de graves retards. Ainsi, la salle et les décors ne furent achevés que le jour même de la finale, quelques heures à peine avant le début de la retransmission. En outre, les délais causés laissèrent trop peu de temps aux artistes pour répéter autant qu'ils le souhaitaient, ce qui suscita de vives tensions entre la production italienne et les délégations étrangères.

## Pays participants
Vingt-deux pays participèrent au trente-sixième concours. 
Comme en 1985, les Pays-Bas se désistèrent, la date du concours coïncidant avec la journée nationale du Souvenir commémorant les victimes de la Seconde Guerre mondiale et des autres conflits. La place vacante fut offerte à Malte, qui fit ainsi son retour, après une absence de seize années.

## Format
Le concours eut lieu dans le Studio 15 de Cinecittà, célèbre complexe cinématographique romain, inauguré en 1937. 
La scène était de forme semi-circulaire. L'orchestre était installé à gauche, sous un vaste échafaudage supportant le mur d'écran. Les décors étaient disposés à droite. Ils se composaient de trois éléments architecturaux distincts, dont la partie inférieure évoquait les temples antiques et la partie supérieure, les gratte-ciels contemporains. Les deux éléments d'avant-scène servaient d'entrées et se prolongeaient par des damiers d'écrans, encastrés dans le sol. Le fond de la scène était occupé par un autre immeuble et une église, placés derrière une grille en perspective. Les décors comportaient de nombreux éclairages au néon et plusieurs écrans vidéo encastrés. Il s'agissait pour la plupart d'éléments récupérés sur le tournage d'anciens films.
Le programme dura près de trois heures et quatorze minutes.

## Présentateurs
Les présentateurs de la soirée furent Gigliola Cinquetti et Toto Cutugno. Cinquetti avait remporté le concours en 1964 et Cutugno, l'année précédente. Ce fut la première fois que deux anciens vainqueurs présentèrent ensemble le concours. 
Ils s'exprimèrent quasi exclusivement en italien, ne recourant au français et à l'anglais que partiellement, durant la procédure de vote. En réalité, ni Cinquetti, ni Cutugno ne maîtrisaient les deux langues officielles de l'UER. Ils rencontrèrent par conséquent des difficultés pour les prononcer et les comprendre. Cela ralentit fortement le déroulement du concours et créa de nombreux hiatus.

## Orchestre
L'orchestre était dirigé par Bruno Canfora. 
L'orchestre s'attira les critiques des délégations étrangères. Tout d'abord, lors des répétitions. Les musiciens arrivèrent très fréquemment en retard, prétextant une désorganisation des transports en commun, causée par les pluies diluviennes qui s'abattaient alors sur Rome. Ensuite, lors de la retransmission. Les musiciens commirent de nombreuses fausses notes. L'exemple le plus remarqué fut le solo manqué d'un des saxophonistes, pendant la chanson grecque.

## Ouverture
L’ouverture du concours débuta par un clip vidéo : Celebration par Sarah Carlson. La chanteuse y apparut, parcourant les ruines de la Rome antique avec ses danseurs. Le clip comportait en outre des extraits du film Ben-Hur.
Les présentateurs firent ensuite leur entrée sur scène et saluèrent les téléspectateurs et le public. Une courte vidéo montra la victoire de Toto Cutugno à Zagreb, l'année précédente. Le chanteur reprit sa composition gagnante, Insieme: 1992. Puis, il invita Gigliola Cinquetti à faire de même avec Non ho l'età et l'accompagna au piano.
Après une autre vidéo présentant Sanremo, Cinquetti et Cutugno conclurent par les introductions d'usage. 

## Cartes postales
Les cartes postales débutaient par une courte transition des présentateurs. Les artistes apparaissaient ensuite sur un fond de ciel bleu. Tous rendirent hommage à la chanson italienne en interprétant un morceau de leur choix. Simultanément, s'affichaient leur nom, celui de leur pays, ainsi que leur drapeau national. Cinquetti et Cutugno introduisaient ensuite la chanson et le chef d'orchestre, commettant au passage de nombreuses erreurs dans la prononciation des noms et des titres. Un dernier carton apparaissait à l'écran, au-dessus de la scène, reprenant ces différentes informations.
| Ordre | Pays        | Artistes                    | Reprise                     | Interprètes originaux            |
| ----- | ----------- | --------------------------- | --------------------------- | -------------------------------- |
| 01    | Yougoslavie | Baby Doll                   | Non ho l'età                | Gigliola Cinquetti               |
| 02    | Islande     | Stefán & Eyfi               | Se bastasse una canzone     | Eros Ramazzotti                  |
| 03    | Malte       | Georgina & Paul Giordimaina | Questo piccolo grande amore | Claudio Baglioni                 |
| 04    | Grèce       | Sophia Vossou               | Caruso                      | Lucio Dalla                      |
| 05    | Suisse      | Sandra Simó                 | Un'estate italiana          | Edoardo Bennato & Gianna Nannini |
| 06    | Autriche    | Thomas Forstner             | Adesso tu                   | Eros Ramazzotti                  |
| 07    | Luxembourg  | Sarah Bray                  | Sarà perchè ti amo          | Ricchi e Poveri                  |
| 08    | Suède       | Carola                      | Non voglio mica la luna     | Fiordaliso                       |
| 09    | France      | Amina                       | La partita di Pallone       | Rita Pavone                      |
| 10    | Turquie     | Izel, Reyhan & Can          | Amore scusami               | Dalida                           |
| 11    | Irlande     | Kim Jackson                 | Nel blu dipinto di blu      | Domenico Modugno                 |
| 12    | Portugal    | Dulce Pontes                | Dio, come ti amo            | Domenico Modugno                 |
| 13    | Danemark    | Anders Frandsen             | Nessun dorma                | Giacomo Puccini                  |
| 14    | Norvège     | Just 4 Fun                  | Santa Lucia                 | Mario Lanza                      |
| 15    | Israël      | Duo Datz                    | Lontano dagli occhi         | Sergio Endrigo                   |
| 16    | Finlande    | Kaija Kärkinen              | Maruzzella                  | Renato Carosone                  |
| 17    | Allemagne   | Atlantis 2000               | L'italiano                  | Toto Cutugno                     |
| 18    | Belgique    | Clouseau                    | Musica è                    | Eros Ramazzotti                  |
| 19    | Espagne     | Sergio Dalma                | Sono tremendo               | Rocky Roberts                    |
| 20    | Royaume-Uni | Samantha Janus              | Ricordati di me             | Antonello Venditti               |
| 21    | Chypre      | Elena Patroklou             | Io che amo solo te          | Sergio Endrigo                   |
| 22    | Italie      | Peppino di Capri            | Champagne                   | Peppino di Capri                 |

## Chansons
Vingt-deux  chansons concoururent pour la victoire. 
La chanson belge, Geef het op, avait été écrite à l'origine en anglais, sous le titre Give it up. Elle dut être traduite en néerlandais, spécialement pour le concours.

## Incident
Au début de la prestation de la représentante suédoise, Carola, le retour sonore dans la salle s'interrompit brutalement. Le public présent n'entendit donc rien de la chanson. Carola parvint à garder son sang-froid et à exécuter son numéro jusqu'au bout sans faillir. Il apparut immédiatement que sa prestation avait été retransmise normalement et que les téléspectateurs et les jurys nationaux n'avaient rien remarqué.

## Chefs d'orchestre
| Slobodan Marković | Jón Ólafsson      | Paul Abela               | Charis Andreadis | Flaviano Cuffari | Richard Österreicher     |
| ----------------- | ----------------- | ------------------------ | ---------------- | ---------------- | ------------------------ |
| - Yougoslavie     | - Islande         | - Malte                  | - Grèce          | - Suisse         | - Autriche               |
| Francis Goya      | Anders Berglund   | Jérôme Pillement         | Turhan Yükseler  | Noel Kelehan     | Fernando Correia Martins |
| - Luxembourg      | - Suède           | - France                 | - Turquie        | - Irlande        | - Portugal               |
| Henrik Krogsgård  | Pete Knutsen      | Kobi Oshrat              | Olli Ahvenlahti  | Hermann Weindorf | Roland Verlooven         |
| - Danemark        | - Norvège         | - Israël                 | - Finlande       | - Allemagne      | - Belgique               |
| Eduardo Leiva     | Ronnie Hazlehurst | Alexander Kirov Zografov | Bruno Canfora    |                  |                          |
| - Espagne         | - Royaume-Uni     | - Chypre                 | - Italie         |                  |                          |

## Entracte
Le spectacle d'entracte débuta par une courte vidéo présentant Cinecittà et dans laquelle apparurent quelques stars de cinéma, dont Silvana Mangano, Humphrey Bogart, Ava Gardner et Gérard Depardieu. S'ensuivit un spectacle du prestidigitateur et transformiste Arturo Brachetti. Il apparut successivement en diva, en élégante Belle Époque, en garçonne, en acteur de kabuki et en gentleman en smoking noir, puis blanc. À la fin de son spectacle, Brachetti salua les téléspectateurs en anglais, en français, en espagnol et en italien.

## Green room
Durant le vote, la caméra fit de très nombreux plans sur les artistes à l’écoute des résultats, dans la green room. Par conséquent, la plupart d'entre eux apparurent à l'écran. 
Lorsque le jury israélien attribua ses "douze points" à la France, la représentante française, Amina, se leva et alla embrasser les représentants israéliens, Orna et Moshe Datz.

## Vote
Le vote fut décidé entièrement par un panel de jurys nationaux. Les différents jurys furent contactés par téléphone, selon l'ordre de passage des pays participants. Chaque jury devait attribuer 1, 2, 3, 4, 5, 6, 7, 8, 10 et 12 points à ses dix chansons préférées. Les points furent énoncés dans l’ordre ascendant, de un à douze.
Le superviseur délégué sur place par l'UER fut Frank Naef . Il dut interrompre les présentateurs pour pouvoir répondre à leurs salutations : « Alors, buona sera. Je suis très heureux de saluer le vainqueur italien de ce concours de la chanson. Bravo ! Bravo a tutti ! » Par la suite, il dut intervenir à une vingtaine de reprises, pour corriger les erreurs de Cinquetti et Cutugno.
La procédure connut un hiatus important, lorsque la communication avec Ankara fut impossible à établir. Toto Cutugno s’impatienta et pressa Frank Naek de passer au pays suivant. Celui-ci lui répondit que la porte-parole turque était bien en ligne et que le problème était causé par une absence de retour sonore dans la salle. Finalement, le superviseur dut énoncer lui-même les points du jury turc.
Durant la première partie du vote, Israël mena en tête, parfois dépassé par la France ou l’Espagne, mais toujours brièvement. À la suite du vote du jury allemand, la Suède s’empara de la première place. Après le vote de l’avant-dernier jury, le jury chypriote, la Suède affichait 146 points ; Israël, 139 et la France, 134. À la surprise générale, le dernier jury, le jury italien, n’attribua aucun point ni à la Suède, ni à Israël, mais "douze points" à la France. Le tableau de vote afficha alors un ex æquo de 146 points entre la France et la Suède.

## Ex æquo
Pour la deuxième fois dans l’histoire du concours, après 1969, le vote se conclut sur un ex æquo. Le superviseur décide alors de mettre en application la règle ad hoc, introduite en 1989. Il fait procéder au décompte des « douze points ». Il apparaît alors que la France et la Suède en ont reçu chacune quatre. Le superviseur décompte alors les « dix points ». La France en a reçu deux et la Suède, cinq. Par conséquent, la Suède est proclamée vainqueur. Ce fut la toute première fois que le vainqueur fut désigné en recourant à la règle des ex æquo.
| Place | Pays   | Artiste | Points | 12 points | 10 points | Votants        |
| ----- | ------ | ------- | ------ | --------- | --------- | -------------- |
| 1     | Suède  | Carola  | 146    | 4         | 5         | 17 pays sur 21 |
| 2     | France | Amina   | 146    | 4         | 2         | 18 pays sur 21 |

## Résultats
Ce fut la troisième victoire de la Suède au concours.
Carola dédia sa victoire à son mari. Elle remercia ensuite la Suède et se déclara très heureuse d’avoir remporté le concours. Elle reçut le trophée de la victoire des mains d'Albert Scharf, président de l’UER. Il la félicita et lui souhaita toute la réussite possible pour l’avenir. Carola reprit alors sa chanson en anglais et en suédois.
| Ordre | Pays        | Artiste(s)                                 | Chanson                                   | Langue       | Place | Points |
| ----- | ----------- | ------------------------------------------ | ----------------------------------------- | ------------ | ----- | ------ |
| 01    | Yougoslavie | Baby Doll                                  | Brazil                                    | Serbo-croate | 21    | 1      |
| 02    | Islande     | Stefán & Eyfi                              | Draumur um Nínu                           | Islandais    | 15    | 26     |
| 03    | Malte       | Paul Giordimaina & Georgina                | Could It Be                               | Anglais      | 6     | 106    |
| 04    | Grèce       | Sofia Vossou                               | I Anixi (H Ανοιξη)                        | Grec         | 13    | 36     |
| 05    | Suisse      | Sandra Simó                                | Canzone per te                            | Italien      | 5     | 118    |
| 06    | Autriche    | Thomas Forstner                            | Venedig im Regen                          | Allemand     | 22    | 0      |
| 07    | Luxembourg  | Sarah Bray                                 | Un baiser volé                            | Français     | 14    | 29     |
| 08    | Suède       | Carola                                     | Fångad av en stormvind                    | Suédois      | 1     | 146    |
| 09    | France      | Amina                                      | C'est le dernier qui a parlé qui a raison | Français     | 2     | 146    |
| 10    | Turquie     | Can Uğurluer, İzel Çeliköz & Reyhan Karaca | İki Dakika                                | Turc         | 12    | 44     |
| 11    | Irlande     | Kim Jackson                                | Could It Be That I'm In Love              | Anglais      | 10    | 47     |
| 12    | Portugal    | Dulce Pontes                               | Lusitana paixão                           | Portugais    | 8     | 62     |
| 13    | Danemark    | Anders Frandsen                            | Lige der hvor hjertet slår                | Danois       | 19    | 8      |
| 14    | Norvège     | Just 4 Fun                                 | Mrs. Thompson                             | Norvégien    | 17    | 14     |
| 15    | Israël      | Duo Datz                                   | Kan (כאן)                                 | Hébreu       | 3     | 139    |
| 16    | Finlande    | Kaija                                      | Hullu yö                                  | Finnois      | 20    | 6      |
| 17    | Allemagne   | Atlantis 2000                              | Dieser Traum darf niemals sterben         | Allemand     | 18    | 10     |
| 18    | Belgique    | Clouseau                                   | Geef het op                               | Néerlandais  | 16    | 23     |
| 19    | Espagne     | Sergio Dalma                               | Bailar pegados                            | Espagnol     | 4     | 119    |
| 20    | Royaume-Uni | Samantha Janus                             | A Message to Your Heart                   | Anglais      | 10    | 47     |
| 21    | Chypre      | Elena Patroklou                            | S.O.S.                                    | Grec         | 9     | 60     |
| 22    | Italie H T  | Peppino di Capri                           | Comme è ddoce 'o mare                     | Napolitain   | 7     | 89     |

## Controverse
Après le concours, de nombreuses rumeurs de fraude se répandirent dans les médias. La délégation française en demeura convaincue et estima imméritée la victoire suédoise. La controverse trouve en réalité son origine dans la nouvelle règle des ex æquo, instaurée en 1989 sans la moindre publicité. Deux ans plus tard, elle demeurait toujours inconnue du grand public et même des commentateurs, dont le français Léon Zitrone, présentateur du concours en 1978, qui avoua à l’antenne, durant la retransmission, qu’il en prenait connaissance en même temps que les téléspectateurs.

## Anciens participants
| Artiste                                     | Pays     | Année(s) précédente(s)                             |
| ------------------------------------------- | -------- | -------------------------------------------------- |
| Carola                                      | Suède    | 1983                                               |
| Thomas Forstner                             | Autriche | 1989                                               |
| Eiríkur Hauksson (membre de Just 4 Fun)     | Norvège  | 1986 (pour l'Islande, comme membre de ICY)         |
| Hanne Krogh (membre de Just 4 Fun)          | Norvège  | 1971, 1985 (comme membre de Bobbysocks, vainqueur) |
| Stefán Hilmarsson (membre de Stefán & Eyfi) | Islande  | 1988 (comme membre de Beathoven)                   |

## Tableau des votes
| Drapeau de la République fédérative socialiste de Yougoslavie | Drapeau de l'Islande                              | Drapeau de Malte | Drapeau de la Grèce | Drapeau de la Suisse | Drapeau de l'Autriche | Drapeau du Luxembourg | Drapeau de la Suède | Drapeau de la France | Drapeau de la Turquie | Drapeau de l'Irlande | Drapeau du Portugal | Drapeau du Danemark | Drapeau de la Norvège | Drapeau d’Israël | Drapeau de la Finlande | Drapeau de l'Allemagne | Drapeau de la Belgique | Drapeau de l'Espagne | Drapeau du Royaume-Uni | Drapeau de Chypre | Drapeau de l'Italie | Total |    |     |
| Pays                                                          | Yougoslavie                                       |                  | –                   | 1                    | –                     | –                     | –                   | –                    | –                     | –                    | –                   | –                   | –                     | –                | –                      | –                      | –                      | –                    | –                      | –                 | –                   | –     | –  | 1   |
| Pays                                                          | Islande                                           | –                |                     | –                    | –                     | 4                     | –                   | –                    | 10                    | –                    | –                   | –                   | –                     | –                | –                      | –                      | –                      | 5                    | –                      | –                 | –                   | –     | 7  | 26  |
| Pays                                                          | Malte                                             | 1                | –                   |                      | 2                     | 6                     | 4                   | 10                   | 12                    | 2                    | 7                   | 12                  | 7                     | –                | 6                      | –                      | –                      | 10                   | 4                      | 6                 | 7                   | –     | 10 | 106 |
| Pays                                                          | Grèce                                             | 4                | –                   | 5                    |                       | –                     | 2                   | –                    | –                     | –                    | –                   | 1                   | –                     | –                | 1                      | 4                      | 1                      | –                    | 1                      | 5                 | –                   | 10    | 2  | 36  |
| Pays                                                          | Suisse                                            | 5                | 5                   | –                    | 7                     |                       | 8                   | 12                   | 8                     | 4                    | 2                   | 2                   | 6                     | 5                | 3                      | 8                      | 5                      | 6                    | 12                     | –                 | 8                   | 8     | 4  | 118 |
| Pays                                                          | Autriche                                          | –                | –                   | –                    | –                     | –                     |                     | –                    | –                     | –                    | –                   | –                   | –                     | –                | –                      | –                      | –                      | –                    | –                      | –                 | –                   | –     | –  | 0   |
| Pays                                                          | Luxembourg                                        | –                | 4                   | –                    | –                     | –                     | 5                   |                      | 1                     | –                    | 3                   | –                   | 2                     | 4                | –                      | –                      | –                      | 3                    | 2                      | –                 | 3                   | 2     | –  | 29  |
| Pays                                                          | Suède                                             | 6                | 12                  | –                    | –                     | 10                    | 10                  | 7                    |                       | –                    | 6                   | 3                   | 10                    | 12               | 8                      | 10                     | 8                      | 12                   | 10                     | 4                 | 12                  | 6     | –  | 146 |
| Pays                                                          | France                                            | 10               | 7                   | 3                    | 8                     | 7                     | 12                  | –                    | 5                     |                      | –                   | 7                   | 5                     | –                | 12                     | 12                     | 10                     | 8                    | 7                      | 8                 | 6                   | 7     | 12 | 146 |
| Pays                                                          | Turquie                                           | –                | –                   | 7                    | –                     | –                     | –                   | –                    | –                     | 7                    |                     | –                   | –                     | 8                | –                      | 7                      | –                      | –                    | –                      | 2                 | 5                   | –     | 8  | 44  |
| Pays                                                          | Irlande                                           | 3                | –                   | 4                    | –                     | 3                     | 1                   | 8                    | –                     | –                    | 4                   |                     | –                     | 7                | –                      | 1                      | 2                      | 2                    | 5                      | –                 | 4                   | –     | 3  | 47  |
| Pays                                                          | Portugal                                          | –                | 8                   | –                    | 4                     | 1                     | –                   | 2                    | 7                     | 10                   | 5                   | –                   |                       | 1                | 2                      | –                      | 7                      | –                    | –                      | 10                | –                   | 4     | 1  | 62  |
| Pays                                                          | Danemark                                          | –                | –                   | –                    | –                     | –                     | –                   | –                    | 3                     | –                    | –                   | –                   | –                     |                  | 5                      | –                      | –                      | –                    | –                      | –                 | –                   | –     | –  | 8   |
| Pays                                                          | Norvège                                           | –                | 6                   | –                    | –                     | –                     | –                   | 1                    | –                     | –                    | 1                   | –                   | –                     | 2                |                        | –                      | –                      | 4                    | –                      | –                 | –                   | –     | –  | 14  |
| Pays                                                          | Israël                                            | 12               | 10                  | 8                    | 5                     | 8                     | –                   | 5                    | 6                     | 3                    | 12                  | 8                   | 4                     | 10               | 7                      |                        | 6                      | –                    | 8                      | 12                | 10                  | 5     | –  | 139 |
| Pays                                                          | Finlande                                          | –                | 1                   | –                    | 1                     | –                     | –                   | –                    | –                     | –                    | –                   | 4                   | –                     | –                | –                      | –                      |                        | –                    | –                      | –                 | –                   | –     | –  | 6   |
| Pays                                                          | Allemagne                                         | –                | –                   | –                    | –                     | –                     | –                   | –                    | –                     | –                    | –                   | –                   | –                     | 6                | –                      | –                      | –                      |                      | –                      | 1                 | –                   | 3     | –  | 10  |
| Pays                                                          | Belgique                                          | –                | –                   | –                    | –                     | –                     | 3                   | –                    | 2                     | 5                    | –                   | –                   | –                     | –                | –                      | –                      | 3                      | –                    |                        | 3                 | 2                   | –     | 5  | 23  |
| Pays                                                          | Espagne                                           | 8                | 2                   | 6                    | 10                    | 12                    | 7                   | 6                    | 4                     | 6                    | 8                   | 6                   | 8                     | –                | 4                      | 2                      | 4                      | 7                    | 6                      |                   | 1                   | 12    | –  | 119 |
| Pays                                                          | Royaume-Uni                                       | –                | –                   | 10                   | 3                     | 5                     | 6                   | 3                    | –                     | 1                    | –                   | –                   | 1                     | 3                | –                      | 5                      | –                      | –                    | 3                      | –                 |                     | 1     | 6  | 47  |
| Pays                                                          | Chypre                                            | 2                | 3                   | 12                   | 12                    | –                     | –                   | 4                    | –                     | 12                   | –                   | 5                   | 3                     | –                | –                      | 6                      | –                      | 1                    | –                      | –                 | –                   |       | –  | 60  |
| Pays                                                          | Italie                                            | 7                | –                   | 2                    | 6                     | 2                     | –                   | –                    | –                     | 8                    | 10                  | 10                  | 12                    | –                | 10                     | 3                      | 12                     | –                    | –                      | 7                 | –                   | –     |    | 89  |
| Pays                                                          | Le tableau suit l'ordre de passage des candidats. |                  |                     |                      |                       |                       |                     |                      |                       |                      |                     |                     |                       |                  |                        |                        |                        |                      |                        |                   |                     |       |    |     |

## Télédiffuseurs
| Pays        | Télédiffuseur(s)           | Commentateur(s)                       | Porte-parole                        |
| ----------- | -------------------------- | ------------------------------------- | ----------------------------------- |
| Allemagne   | Erstes Deutsches Fernsehen | Max Schautzer                         | Christian Eckhardt                  |
| Allemagne   | Deutschlandfunk            | Peter Urban                           | Christian Eckhardt                  |
| Autriche    | FS1                        | Herbert Drobovolny                    | Gabriele Haring                     |
| Autriche    | Hitradio Ö3                | Walter Richard Langer                 | Gabriele Haring                     |
| Belgique    | RTBF1                      | Claude Delacroix                      | Anne Ploegaerts                     |
| Belgique    | RTBF La Première           | Stéphane Dupont                       | Anne Ploegaerts                     |
| Belgique    | BRTN TV1                   | André Vermeulen                       | Anne Ploegaerts                     |
| Belgique    | BRTN Radio 2               | Julien Put                            | Anne Ploegaerts                     |
| Chypre      | RIK                        | Evi Papamichail                       | Anna Partelidou                     |
| Chypre      | CyBC Radio 2               | Pavlos Pavlou                         | Anna Partelidou                     |
| Danemark    | DR TV                      | Camilla Miehe-Renard                  | Bent Henius                         |
| Danemark    | DR P3                      | ?                                     | Bent Henius                         |
| Espagne     | TVE2                       | Tomás Fernando Flores                 | María Ángeles Balañac               |
| Finlande    | YLE TV1                    | Erkki Pohjanheimo                     | Heidi Kokki                         |
| Finlande    | YLE Radio Suomi            | Jake Nyman & Kati Bergman             | Heidi Kokki                         |
| France      | Antenne 2                  | Léon Zitrone                          | Marie-France Brière[réf. souhaitée] |
| France      | --                         | --                                    | Marie-France Brière[réf. souhaitée] |
| Grèce       | ET1                        | Dafni Bokota                          | Fotini Giannoulatou                 |
| Grèce       | ERA ERT1                   | Giorgos Mitropoulos                   | Fotini Giannoulatou                 |
| Irlande     | RTÉ1                       | Pat Kenny                             | Eileen Dunne                        |
| Irlande     | RTÉ Radio 1                | Doireann Ní Bhriain                   | Eileen Dunne                        |
| Israël      | Télévision Israélienne     | pas de commentateur                   | Yitzhak Shim'oni                    |
| Israël      | Reshet Gimel               | Yigal Ravid                           | Yitzhak Shim'oni                    |
| Islande     | Sjónvarpið                 | Arthúr Björgvin Bollason              | Sigrún Sigurðardóttir               |
| Italie      | Rai Uno                    | pas de commentateur                   | Rosanna Vaudetti                    |
| Italie      | Rai Radio 2                | Antonio De Robertis & Peppi Franzelin | Rosanna Vaudetti                    |
| Luxembourg  | RTL TV                     | Valérie Sarn                          | Jean-Luc Bertrand                   |
| Luxembourg  | --                         | --                                    | Jean-Luc Bertrand                   |
| Malte       | TVM                        | Toni Sant                             | Dominic Micallef                    |
| Norvège     | NRK                        | John Andreassen & Jahn Teigen         | Sverre Christophersen               |
| Portugal    | Canal 1                    | Ana do Carmo                          | Maria Margarida Gaspar              |
| Royaume-Uni | BBC1                       | Terry Wogan                           | Colin Berry                         |
| Royaume-Uni | BBC Radio 2                | Ken Bruce                             | Colin Berry                         |
| Suède       | SVT TV2                    | Harald Treutiger                      | Bo Hagström                         |
| Suisse      | Télévision Suisse Romande  | Lolita Morena                         | Michel Stocker                      |
| Suisse      | Schweizer Fernsehen        | Bernard Thurnheer                     | Michel Stocker                      |
| Suisse      | TV Svizzera                | Emanuela Gaggini                      | Michel Stocker                      |
| Turquie     | TRT TV1                    | Başak Doğru                           | Canan Kumbasar                      |
| Turquie     | TRT Radyo 3                | Erhan Konuk                           | Canan Kumbasar                      |
| Yougoslavie | TVB 1                      | Mladen Popović                        | Draginja Balać                      |
| Yougoslavie | HRT 2                      | Ksenija Urličić                       | Draginja Balać                      |
| Yougoslavie | SLO 1                      | Miša Molk                             | Draginja Balać                      |